# Guillaume d'Hugues
Guillaume d’Hugues de La Motte,  né le 14 juillet 1687 au château de La Motte du Caire et mort le 7 janvier 1774 à Grenoble, est un prélat catholique français. Il est évêque de Nevers de 1740 à 1751, puis archevêque de Vienne jusqu'à sa mort.

## Biographie
Il est issu d'une famille originaire de Pouzols et est le fils de François d’Hugues, baron de Beaujeu, premier consul d'Aix, et de Françoise de Castellane de Salerne. Guillaume est l'oncle de Georges-Gaspard-Alexis de Plan des Augiers, évêque de Die.
Il est chanoine et prévôt de l'église métropolitaine d'Embrun et vicaire général de ce diocèse lorsque le roi le désigne en 1740 évêque de Nevers. Il est ordonné le 5 mars 1741 et installé dans son diocèse le 9 juin suivant. Il est transféré le 4 avril 1751 à l'archevêché de Vienne où il est installé le 30 décembre de la même année.